# Sunderland
Sunderland (angleška izgovorjava /ˈsʌndərlənd/ () oz. lokalno /ˈsʊn(d)lən/) je mesto, ki leži v središču samoupravnega mestnega območja (metropolitan borough) City of Sunderland v grofiji Tyne and Wear na severovzhodu Anglije. Nahaja  ob izlivu reke Wear v morje, približno 15 km severovzhodno od mesta Durham.

## Zgodovina
Na lokaciji današnjega mesta so bila nekoč tri naselja. Prvo naselje, Monkwearmouth, na severni strani reke Wear, se v pisnih virih omenja že leta 674, ko je takratni škof Benedikt ustanovil samostan Wermouth-Jarrow. Nasproti samostana, na južnem bregu reke, je bila leta 930 ustanovljena naselbina Bishopwearmouth. Tretje naselje, Sunderland, je bila tedaj zgolj majhna ribiška vasica ob ustju reke Wear, v zgodovinskih virih se omenja leta 1179.
Sčasoma je mesto raslo in se razvijalo kot pristanišče, pa tudi kot center trgovine s premogom in soljo. V 14. stoletju  so ob bregovih reke Wear začeli graditi ladje. Do 19. stoletja se je Sunderland tako razširil, da je priključil naselji Monkwearmouth in Bishopwearmouth.